# قورباغه نگارین ایبری
قورباغه نگارین ایبری (نام علمی: Discoglossus galganoi) نام یک گونه از تیره قورباغه‌های دهان‌گرد است. این گونه در پرتغال و اسپانیا و در زیستگاه‌های جنگلی، رودها، باتلاق‌ها و مانداب‌ها دیده می‌شود. این قورباغه با خطر تخریب زیستگاه روبروست.